# Hnilec (Ort)
Hnilec (deutsch Hniletz, ungarisch Nyilas – bis 1907 Nagyhnilec) ist ein Ort und eine Gemeinde im Okres Spišská Nová Ves (Košický kraj) im Osten der Slowakei, mit 411 Einwohnern (Stand 31. Dezember 2024).

## Geographie
Die Gemeinde liegt im Tal des gleichnamigen Flusses im Slowakischen Erzgebirge, genauer gesagt zwischen den Unterteilen Volovské vrchy und Slowakisches Paradies, 23 Kilometer von Spišská Nová Ves und 32 Kilometer von Rožňava entfernt.
Zur Gemeinde gehört neben dem Hauptort auch der Ortsteil Delava.

## Geschichte
Der Ort wurde von Bergleuten gegründet und erscheint 1290 zum ersten Mal in einer Urkunde. Im 14. und 15. Jahrhundert betrieb man ein Silbererzbergwerk, mit Hauptexport nach Polen. Neben Bergbau waren auch Forstwirtschaft und Weberei gut entwickelt, im 19. Jahrhundert gab es Hammerwerke. 1828 gab es hier 30 Häuser und 218 Einwohner. Während der Zeit der Monarchie war der Ort geteilt zwischen den Komitaten Zips und Gemer, mit dem Fluss als Grenze.
Nach 1918 kam der bisher zum Königreich Ungarn liegende Ort zur Tschechoslowakei; 1926 wurden beide Teile vereinigt und gehörten, wie vorher der Zipser Teil, zur Stadt Spišská Nová Ves als einer von dessen Ortsteilen. Erst 1954 kam es zur Ausgliederung und Entstehung der heutigen Gemeinde.

## Bevölkerung
| Jahr                | 1994 | 2004     | 2014     | 2024    |
| ------------------- | ---- | -------- | -------- | ------- |
| Anzahl der Personen | 568  | 508      | 438      | 411     |
| Unterschied         |      | −10,56 % | −13,77 % | −6,16 % |

| Jahr                | 2023 | 2024    |
| ------------------- | ---- | ------- |
| Anzahl der Personen | 407  | 411     |
| Unterschied         |      | +0,98 % |

## Sehenswürdigkeiten
- pseudogotische römisch-katholische Jungfraukirche aus den Jahren 1894–1897
- Kapelle aus dem 19. Jahrhundert
- barockes Landschloss aus dem 18. Jahrhundert